# Concours international Jean-Françaix
Le Concours international de musique Jean-Françaix a été créé en 1998 par le pianiste Bertrand Giraud. Concours de haut niveau d'exécution instrumentale, il se déroule, en avril de chaque année, en trois épreuves avec des pièces du compositeur Jean Françaix (1912-1997) et des œuvres du répertoire.
La famille Françaix a soutenu ce projet et Claude Françaix, une des filles du compositeur, participe au jury depuis sa création.
Organisé à Vanves depuis sa création, il  est soutenu par la mairie et de nombreux sponsors, dont le label de Anima Records qui offre un enregistrement de qualité au 1er prix.
1 000 candidats de 40 pays ont participé au concours, et de nombreux lauréats effectuent un belle carrière musicale depuis : François Dumont, Evgueni Starodubstev, Alexei Chernov, Jean-Frédéric Neuburger, Evelina Borbei, Jean Muller, Amanda Favier, Éric Artz, etc.
Le jury est composé de personnalités internationales du monde musical, Bruno Canino, Pierre Amoyal, Bruno Pasquier, Victor Asuncion, Frank Wasser, Dariuz Mikulski, Martin Kutnowski, Evig Gulem Yaliscam, Aquiles delle Vigne, Mamiko Suda, Yuri Serov, Leonel Morales, Roland Daugareil, Andrei Diev, Roberto Cappello, Lajos Lencses, etc.
En 2024, le concours est suspendu.  